# Stage Fright (1950)
Stage Fright is een Britse film uit 1950 onder regie van Alfred Hitchcock. De hoofdrollen worden vertolkt door Marlene Dietrich, Jane Wyman en Michael Wilding. Hitchcocks dochter Patricia Hitchcock maakte in deze film haar acteerdebuut.

## Verhaal
Jonathan Cooper, de minnaar van toneeldiva Charlotte Inwood, wordt door haar beschuldigd van de moord op haar man, terwijl (voor de kijker) het er meer op lijkt dat ze zelf de dader is. Jonathans vriendin Eve Gill wil zijn onschuld bewijzen en gaat daarom undercover als kleedster “Doris” bij Charlotte Inwood. Jonathan laat ze zo lang onderduiken bij haar ouders in huis.
Tijdens haar onderzoek leert Eve detective Wilfred Smith kennen. Ze krijgt langzaam gevoelens voor hem, maar wil ook trouw blijven aan Jonathan. Eves vader krijgt door waar ze mee bezig is, maar staat dit oogluikend toe.
Uiteindelijk gaan Eve, Smith en Eves vader naar een tuinfeestje waar Charlotte een optreden geeft. Hier hopen ze haar tot een bekentenis te dwingen. Eve slaagt erin Charlotte hardop te laten toegeven dat ze een hand gehad heeft in de dood van haar man, maar houdt vol dat ze hem niet zelf heeft omgebracht maar dat Jonathan dit gedaan heeft. Smith en Eves vader komen er ook bij, en Smith biecht op dat hij heeft ontdekt dat Jonathan inderdaad de echte moordenaar is. Hij heeft in het verleden zelfs vaker iemand vermoord.
Eve en Jonathan ontmoeten elkaar nadien nog eenmaal achter de schermen van een toneel, waarbij Jonathan bekent dat Charlotte hem heeft verleid tot het vermoorden van haar man. Eve vlucht geschokt en vol afgrijzen weg. Jonathan wordt geplet door het veiligheidsgordijn van het toneel.

## Rolverdeling
| Acteur           | Personage                   |
| ---------------- | --------------------------- |
| Jane Wyman       | Eve Gill / Doris Tinsdale   |
| Marlene Dietrich | Charlotte Inwood            |
| Michael Wilding  | Wilfrid O. 'Ordinary' Smith |
| Richard Todd     | Jonathan Cooper             |
| Alastair Sim     | Commodore Gill              |
| Sybil Thorndike  | Mrs. Gill                   |
| Kay Walsh        | Nellie Goode                |
| Miles Malleson   | Mr. Fortesque               |
| Hector MacGregor | Freddie Williams            |
| Joyce Grenfell   | 'Lovely Ducks'              |
| André Morell     | Inspector Byard             |

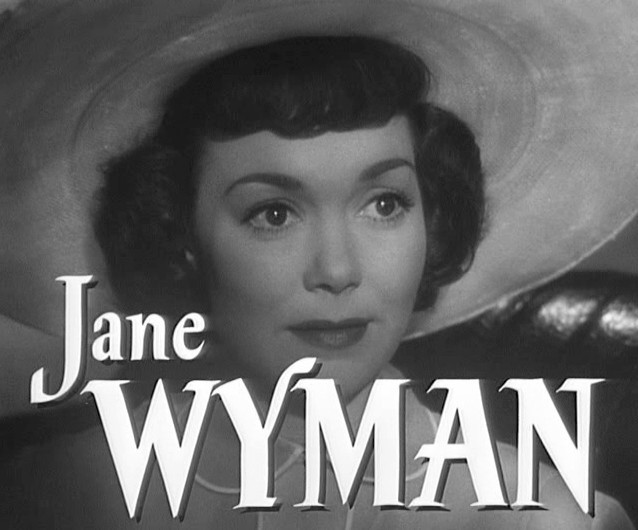
Jane Wyman in Stage Fright

Hitchcock heeft 39 minuten na aanvang van de film een cameo als een man die opkijkt naar Eve wanneer ze haar introductiespeech aan Charlotte hardop oefent. Hitchcock meldde op 4 juni 1950 in een interview in New York Times dat kijkers die hem hadden herkend zijn acteren maar matig vonden.

## Achtergrond
Hoewel Hitchcock sinds 1939 in Hollywood had gewoond en gewerkt, maakte hij Stage Fright weer in het Verenigd Koninkrijk met vrijwel uitsluitend Britse acteurs. Alleen Jane Wyman en Marlene Dietrich waren niet Brits.
De film bevat een origineel lied van Cole Porter; The Laziest Gal In Town, gezonden door Dietrich. De kostuums van de film werden ontworpen door Christian Dior.
Stage Fright trok de aandacht vanwege het gebruik van “valse flashbacks”; flashbacks die weergeven hoe een bepaald persoon denkt dat een gebeurtenis is gegaan, in plaats van hoe die gebeurtenis werkelijk is gegaan.
De film bevat een aantal extra lange opnames, gelijk aan die in Rope (1948) en Under Capricorn (1949), beide geproduceerd door Hitchcock voor Transatlantic Pictures. Stage Fright zou ook worden uitgebracht door Transatlantic Pictures, maar werd uiteindelijk uitgebracht door Warner Brothers.
In Dietrichs biografie, geschreven door haar dochter Maria, is te lezen dat Dietrich niet goed overweg kon met Jane Wyman.

## Prijzen en nominaties
- In 1950 won Hitchcock voor de film een prijs op het Internationaal filmfestival van Locarno

In 1951 werd de film genomineerd voor een Edgar Allan Poe Award voor Beste Film.